# 索阿良伊什
索阿良伊什是葡萄牙波尔图区的一个堂区。总面积23.4平方公里，总人口3817人，人口密度163.1人/平方公里。